# 蒂永维尔西区
蒂永维尔西区（法語：arrondissement de Thionville-Ouest）是法国摩泽尔省所辖的一个旧区。总面积255平方公里，总人口121927，人口密度478人/平方公里（2012年）。主要城镇为蒂永维尔。2015年，该区与蒂永维尔东区合并为蒂永维尔区。

## 辖区
蒂永维尔西区曾辖有30个市镇。